# Binnenvestgracht

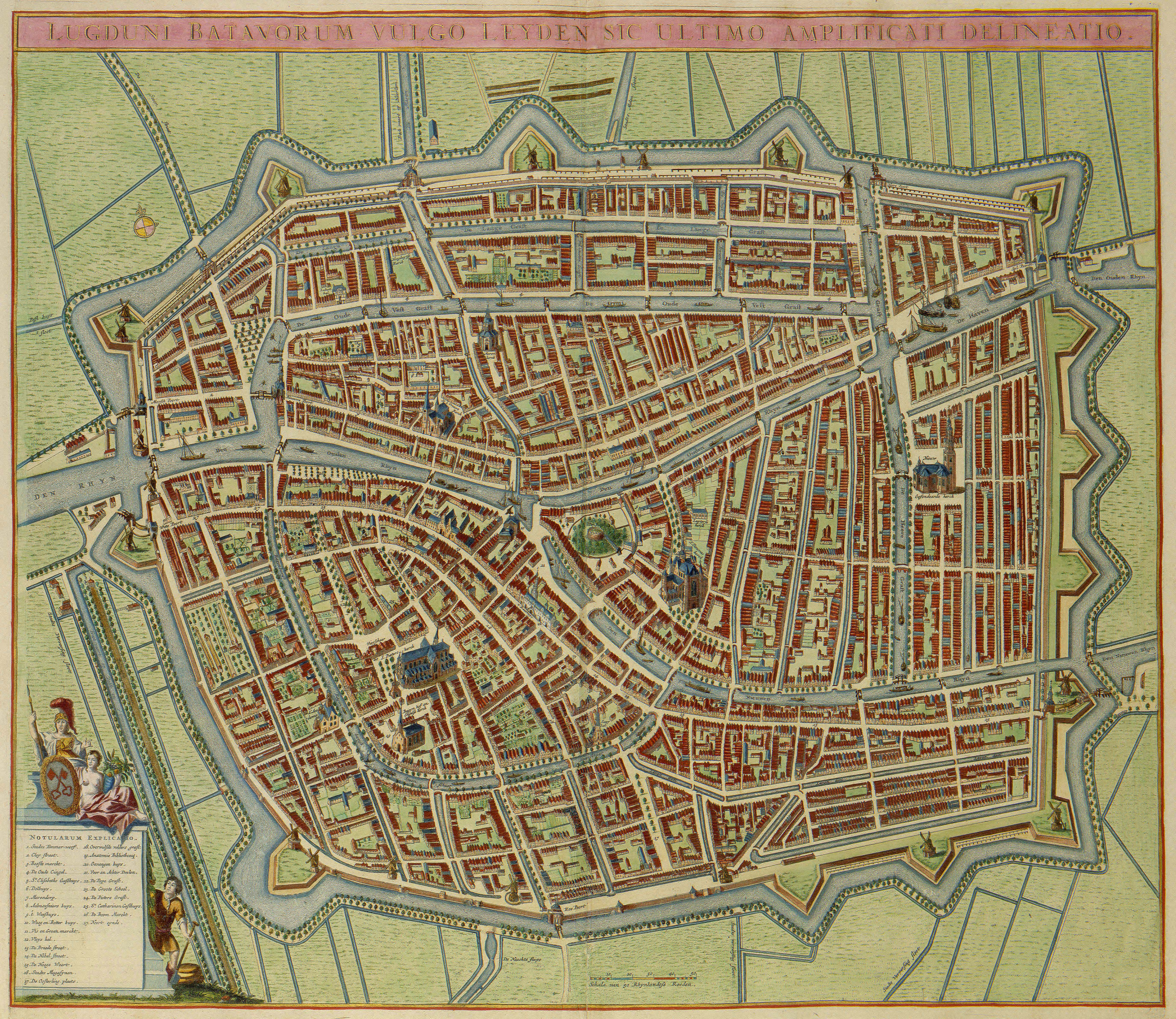
Op een kaart van Leiden van eind zeventiende eeuw is de gehele binnenvestgracht te herkennen

De binnenvestgracht was een deel van de vestingwerken van de Zuid-Hollandse stad Leiden. Vrijwel de gehele singelstructuur met vestingwallen was aan de stadszijde voorzien van een extra obstakel in de vorm van de binnenvestgracht. Met de stadsuitbreidingen van 1611 (naar het noorden) en 1659 (naar het oosten) werd de singelstructuur gecompleteerd.

## Zeven delen
Ooit waren er zeven delen van de binnenvestgracht, die op een paar kleinere stukken na alle werden gedempt. Thans herinneren de straatnamen 1e tot en met 5e Binnenvestgracht nog aan de vroegere functie, waarbij alleen door de laatste nog water stroomt. De 5e Binnenvestgracht is niet de oorspronkelijke binnenvestgracht aan de zuidwest-hoek van de vesting, deze werd al voor 1600 gedempt. De 5e Binnenvestgracht liep reeds in de zeventiende eeuw achterlangs het eerste huizenblok aan de stadswallen, terwijl de rest van de binnenvestgracht direct aan de wallen lag. Een zesde deel loopt aan de oostrand van de binnenstad, langs de Begraafplaats Groenesteeg, en het zevende deel langs de noordoost-hoek, ten noorden van de Zijlpoort.

### Dempingen
In de loop van de negentiende eeuw werd duidelijk dat de stadswallen hun defensieve functie hadden verloren en ze werden dan ook goeddeels afgebroken. Materiaal dat daarbij vrijkwam werd bijvoorbeeld gebruikt voor het versmallen van de singels of het dempen van de binnenvestgracht. Dat gebeurde in delen, waaraan het meeste werk tussen 1867 en 1900 werd verricht.
| Jaar      | Huidige naam                                | Tracé                                              | Bijzonderheden                                       |
| --------- | ------------------------------------------- | -------------------------------------------------- | ---------------------------------------------------- |
| Vóór 1600 | Deels Hortus botanicus, deels LAKtheater    | Van Sterrewachtlaan tot Doelensteeg                |                                                      |
| 1645      | Rembrandtstraat                             | Van Noordeinde tot Groenhazengracht                |                                                      |
| 1854      | 1e Binnenvestgracht                         | Van Galgewater tot kort voor Morsstraat            | Bij uitbreiding Morspoortkazerne                     |
| 1867      | 1e Binnenvestgracht                         | Van Steenstraat tot aan de bocht halverwege        |                                                      |
| 1870      | Langs Jan van Houtkade                      | Van Koepoortsgracht tot Zijdgracht                 |                                                      |
| 1874      |                                             | Van Doelensteeg tot Rembrandtstraat                |                                                      |
| 1875      |                                             | Van 5e Binnenvestgracht tot de Vliet               |                                                      |
| 1876      | 1e Binnenvestgracht                         | Van de bocht tot aan de Morsstraat                 |                                                      |
| 1876      | Deels 4e Binnenvestgracht, deels Veerstraat | Van Levendaal tot Nieuwe Rijn                      |                                                      |
| 1880      | 4e Binnenvestgracht                         | Van Levendaal tot Geregracht                       |                                                      |
| 1882      | 2e Binnenvestgracht                         | Van Steenstraat tot Nieuwe Beestenmarkt            |                                                      |
| 1883      |                                             | Achterlangs molen De Valk tot Nieuwe Mare          |                                                      |
| 1884      | 1e Binnenvestgracht                         | Klein stukje tussen Morsstraat en Morspoortkazerne | Samen met dempen van een coupure door de stadswallen |
| 1890-1900 | Deels 3e Binnenvestgracht                   | Van Korte Mare tot Tweelingstraat                  |                                                      |
| 1919-1923 | Deels Huigpark, deels Houtmarkt             | Van Tweelingstraat tot Hendrikstraat               |                                                      |
| 1930      |                                             | Twee stukjes naast Zijlpoort                       |                                                      |
| 1937      |                                             | Twee stukken naast de meelfabriek                  | In 1983 deels weer opengelegd (nabij Katoenpark)     |